# Міннесота Юнайтед
Міннесота Юнайтед (англ. Minnesota United FC) — професіональний футбольний клуб з Сент-Пола (США), що грає у Major League Soccer — вищому футбольному дивізіоні США і Канади. Входить до складу Західної конференції. Про заснування клубу як чергової франшизи розширення МЛС було оголошено 22 березня 2015 року. Сезон 2017 року є першим сезоном Міннесоти Юнайтед в чемпіонаті МЛС. Власником клубу є бізнесмен Білл Макгвайр.
Домашні матчі проводить на «Альянц Філд».